# Leona Anderson
Pour les articles homonymes, voir Léona et Anderson.
Leona Anderson (née  Leona Aronson le 3 avril 1885 à Saint-Louis (Missouri), États-Unis et morte le 25 décembre 1973 à Fremont (Californie), États-Unis) est une actrice américaine.

## Filmographie partielle
- 1915 Charlot dans le parc (In the Park) de Charlie Chaplin
- 1922 Mud and Sand de Gilbert Pratt
- 1959 La Nuit de tous les mystères (House on Haunted Hill) de William Castle